# Złatolist (obwód Kyrdżali)
Złatolist (bułg. Златолист) – wieś w Bułgarii, w obwodzie Kyrdżali, w gminie Krumowgrad. W 2023 roku liczyła 151 mieszkańców.